# Liste des primates fossiles
Ceci est une liste des espèces de primates éteintes pour lesquelles un fossile est attesté. La classification des taxons, sauf indication contraire, est basée sur l'ouvrage « The Fossil Primate Record ».

## Sous-ordredesStrepsirrhini

### Infra-ordredesAdapiformes

#### FamilledesNotharctidae
Sous-famille des Notharctinae
- Genre Cantius Simons, 1962
  - Cantius abditus (Gingerich & Simmons, 1977)
  - Cantius angulatus (Cope, 1875)
  - Cantius antediluvius Kihm, 1992
  - Cantius eppsi Cooper, 1932
  - Cantius frugivorus (Cope, 1875)
  - Cantius mckennai (Gingerich & Simons, 1977)
  - Cantius nuniensis (Cope, 1881)
  - Cantius ralstoni (Matthew, 1915)
  - Cantius savagei Gingerich, 1977
  - Cantius torresi Gingerich, 1986
  - Cantius trigonodus (Matthew, 1915)
- Genre Copelemur Gingerich & Simons, 1977
  - Copelemur australotutus Beard, 1988
  - Copelemur praetutus (Gazin, 1962)
  - Copelemur tutus (Cope, 1877)
- Genre Hesperolemur Gunnell, 1995
  - Hesperolemur actius Gunnell, 1995
- Genre Notharctus Leidy, 1870
  - Notharctus pugnax Granger & Gregory, 1917
  - Notharctus robustior Leidy, 1870
  - Notharctus tenebrosus Leidy, 1870
  - Notharctus venticolus Osborn, 1902
- Genre Pelycodus Cope, 1875
  - Pelycodus danielsae Froehlich & Lucas, 1991
  - Pelycodus jarrovii (Cope, 1874)
- Genre Smilodectes Wortman, 1903
  - Smilodectes gingerichi (Beard, 1988)
  - Smilodectes gracilis (Marsh, 1871)
  - Smilodectes mcgrewi Gingerich, 1979

Sous-famille des Cercamoniinae
- Genre Aframonius Simons et al., 1995
  - Aframonius diedes Simons et al., 1995
- Genre Agerinia Crusafont-Pairo & Golpe-Posse, 1973
  - Agerinia roselli Crusafont-Pairo & Golpe-Posse, 1973
- Genre Anchomomys Stehlin, 1916
  - Anchomomys crocheti (Godinot, 1988)
  - Anchomomys gaillardi Stehlin, 1916
  - Anchomomys pygmaeus (Rütimeyer, 1890)
  - Anchomomys quercy (Stehlin, 1916)
- Genre Barnesia Thalmann, 1994
  - Barnesia hauboldi Thalmann, 1994
- Genre Buxella Godinot, 1988
  - Buxella magna Godinot, 1988
  - Buxella prisca Godinot, 1988
- Genre Caenopithecus Rütimeyer, 1862
  - Caenopithecus lemuroides Rütimeyer, 1862
- Genre Cercamonius Gingerich, 1975
  - Cercamonius brachyrhynchus Gingerich, 1975
- Genre Darwinius Franzen et al., 2009[2]
  - Darwinius masillae Franzen et al., 2009[2]
- Genre Donrussellia Szalay, 1976
  - Donrussellia gallica (Russell, Louis & Savage, 1967)
  - Donrussellia louisi
  - Donrussellia magna
  - Donrussellia provincialis
  - Donrussellia russelli
- Genre Europolemur Weigelt, 1933
  - Europolemur dunaifi (Tattersall & Schwartz, 1983)
  - Europolemur klatti Weigelt, 1933
  - Europolemur koenigswald Franzen, 1987
- Genre Mahgarita Wilson & Szalay, 1976
  - Mahgarita stevensi Wilson & Szalay, 1976
- Genre Pericodon Stehlin, 1916
  - Pericodon helleri (Schwartz et al., 1983)
  - Pericodon helveticus (Rütimeyer, 1891)
  - Pericodon huerzeleri Gingerich, 1977
  - Pericodon jaegeri Godinot, 1988
  - Pericodon lemoinei Gingerich, 1977
- Genre Pronycticebus Grandidier, 1904
  - Pronycticebus gaudryi Grandidier, 1904
  - Pronycticebus neglectus
- Genre Protoadapis Lemoine, 1878
  - Protoadapis angustidens (Filhol, 1888)
  - Protoadapis brachyrhynchus Stehlin, 1912
  - Protoadapis curvicuspidens (Lemoine, 1878)
  - Protoadapis ignoratus
  - Protoadapis muechelnensis
  - Protoadapis recticuspidens
  - Protoadapis weigelti
- Genre Wadilemur Simons, 1997
  - Wadilemur elegans (Lemoine, 1878)

#### FamilledesAdapidae
Sous-famille des Adapinae (en)
- Genre Adapis Cuvier, 1821
  - Adapis bruni
  - Adapis collinsonae (Hooker, 1986)
  - Adapis parisiensis de Blainville, 1841
  - Adapis sudrei Gingerich, 1977
- Genre Adapoides Beard et al., 1994
  - Adapoides troglodytes Beard et al., 1994
- Genre Cryptadapis Godinot, 1984
  - Cryptadapis laharpei Godinot, 1984
  - Cryptadapis tertius Godinot, 1984
- Genre Leptadapis Gervais, 1876
  - Leptadapis assolicus
  - Leptadapis capellae (Crusafont-Pairo, 1967)
  - Leptadapis leenhardti (Stehlin, 1912)
  - Leptadapis magnus (Filhol, 1874)
  - Leptadapis priscus (Stehlin, 1916)
  - Leptadapis ruetimeyeri (Stehlin, 1912)
- Genre Microadapis Szalay, 1974
  - Microadapis lynnae
  - Microadapis sciureus (Stehlin, 1916)
- Genre Palaeolemur Delfortrie, 1873
  - Palaeolemur betillei Delfortrie, 1873

#### FamilledesSivaladapidae
Sous-famille des Sivaladapinae
- Genre Guangxilemur Qi & Beard, 1998
  - Guangxilemur tongi Qi & Beard, 1998
- Genre Hoanghonius Zdansky, 1930
  - Hoanghonius stehlini Zdansky, 1930
- Genre Indraloris Lewis, 1933
  - Indraloris himalayensis (Pilgrim, 1932)
  - Indraloris kamlialensis (Flynn and Morgan, 2005)
- Genre Rencunius Gingerich et al., 1994
  - Rencunius zhoui Gingerich et al., 1994
- Genre Sinoadapis Wu & Pan, 1985
  - Sinoadapis carnosus Wu & Pan, 1985
- Genre Sivaladapis Gingerich & Sahni, 1979
  - Sivaladapis nagrii (Prasad, 1970)
  - Sivaladapis palaendicus (Pilgrim, 1932)
- Genre Wailekia Ducrocq et al., 1995
  - Wailekia orientale Ducrocq et al., 1995

#### Taxonsincertae sedis
- Genre Amphipithecus Colbert, 1937
- Genre Djebelemur
  - Djebelemur martinezi Hartenberger & Marandat, 1992
- Genre Lushius Chow, 1961
  - Lushius qinlinensis Chow, 1961
- Genre Omanodon
  - Omanodon minor Gheerbrant et al., 1993
- Genre Panobius
  - Panobius afridi Russell & Gingerich, 1987
- Genre Pondaungia Pilgrim, 1927
  - Pondaungia cotteri Pilgrim, 1927
- Genre Shizarodon
  - Shizarodon dhofarensis Gheerbrant et al., 1993

- - Muangthanhinius siami Marivaux et al., 2006.

#### A classer
- Azibiidae Gingerich, 1976[3]
- Algeripithecus Godinot & Mahboubi, 1992
  - Algeripithecus minutus Godinot & Mahboubi, 1992
- Azibius Sudre, 1975
  - Azibius trerki Sudre, 1975
- Djebelemuridae Hartenberger and Marandat, 1992[4]
- unnamed ('Anchomomys')
  - 'Anchomomys' milleri Simons, 1997[5]
- Plesiopithecidae Simons and Rasmussen, 1994[6]
- Plesiopithecus Simons, 1992
  - Plesiopithecus teras Simons, 1992

### Infra-ordredesLorisiformes

#### FamilledesLorisidae
- - Karanisia clarki Seiffert et al., 2003

- Genre Mioeuoticus Leakey, 1962
  - Mioeuoticus bishopi Leakey, 1962
  - Mioeuoticus shipmani Phillips & Walker, 2000
- Genre Nycticeboides Jacobs, 1981
  - Nycticeboides simpsoni Jacobs, 1981

#### FamilledesGalagidae
- Genre Progalago MacInnes, 1943
  - Progalago dorae MacInnes, 1943
  - Progalago songhorensis Simpson, 1967
- Genre Komba Simspon, 1967
  - Komba minor Le Gros Clark & Thomas, 1952
  - Komba robustus Le Gros Clark & Thomas, 1952
  - Komba winamensis McCrossin, 1992
- Genre Galago Geoffroy, 1796
  - Galago farafraensis Pickford, Wanas & Soliman, 2006[réf. souhaitée]
  - Galago howelli Wesselman, 1984
  - Galago sadimanensis Walker, 1987

### Infra-ordredesLemuriformes

#### FamilledesArchaeolemuridae
- Genre Archaeolemur Filhol, 1895
  - Archaeolemur edwardsi Filhol, 1895
  - Archaeolemur majori Filhol, 1895
- Genre Hadropithecus Lorenz von Liburnau, 1899
  - Hadropithecus stenognathus Lorenz von Liburnau, 1899

#### FamilledesDaubentoniidae
- Genre Daubentonia É. Geoffroy Saint-Hilaire, 1795
  - Daubentonia robusta Lamberton, 1934

#### FamilledesLemuridae
- Genre Pachylemur Lamberton, 1946
  - Pachylemur insignis Filhol, 1895
  - Pachylemur jullyi Lamberton, 1948

#### FamilledesMegaladapidae
- Genre Megaladapis Forsyth-Major, 1894
  - Megaladapis edwardsi Grandidier, 1899
  - Megaladapis grandidieri Standing, 1903
  - Megaladapis madagascariensis Forsyth-Major, 1894

#### FamilledesPalaeopropithecidae
- Genre Mesopropithecus Standing, 1905
  - Mesopropithecus dolichobrachion Simons et al., 1995
  - Mesopropithecus globiceps Lamberton, 1936
  - Mesopropithecus pithecoides Standing, 1905
- Genre Babakotia Godfrey et al., 1990
  - Babakotia radofilai Godfrey et al., 1990
- Genre Palaeopropithecus G. Grandidier, 1899
  - Palaeopropithecus ingens G. Grandidier, 1899
  - Palaeopropithecus kelyus Gommery et al., 2010[réf. souhaitée]
  - Palaeopropithecus maximus Standing, 1903
- Genre Archaeoindris Standing, 1909
  - Archaeoindris fontoynontii Standing, 1909

## Sous-ordredesHaplorrhini

### Infra-ordredesTarsiiformes

#### FamilledesArchicebidae
- Genre Archicebus Ni et al., 2013[7]
  - Archicebus achilles Ni et al., 2013[7]

#### FamilledesOmomyidae
Sous-famille des Microchoerinae
- Genre Microchoerus Wood, 1846
  - Microchoerus creechbarrowensis Hooker, 1986
  - Microchoerus edwardsi Filhol, 1880
  - Microchoerus erinaceus Wood, 1846
  - Microchoerus ornatus Stehlin, 1916
  - Microchoerus wardi Hooker, 1986
- Genre Necrolemur Filhol, 1873
  - Necrolemur antiquus Filhol, 1873
  - Necrolemur zitteli Schlosser, 1887
- Genre Nannopithex Stehlin, 1916
  - Nannopithex filholi Chantre & Gaillard, 1897
  - Nannopithex humilidens Thalmann, 1994
  - Nannopithex quaylei Hooker, 1986
  - Nannopithex raabi Heller, 1930
  - Nannopithex zuccolae Godinot et al., 1992
- Genre Pseudoloris Stehlin, 1916
  - Pseudoloris crusafonti Louis & Sudre, 1975
  - Pseudoloris godinoti Köhler & Moyà-Solà, 1999
  - Pseudoloris isabenae Crusafont-Pairo, 1967
  - Pseudoloris parvulus Filhol, 1890

Sous-famille des Anaptomorphinae
- Genre Anaptomorphus Cope, 1872
  - Anaptomorphus aemulus Cope, 1872
  - Anaptomorphus westi Szalay, 1976
- Genre Tetonius Matthew, 1915
  - Tetonius homunculus Cope, 1882
  - Tetonius matthewi Bown & Rose, 1987
  - Tetonius mckennai Bown & Rose, 1987
- Genre Absarokius Matthew, 1915
  - Absarokius abbotti Loomis, 1906
  - Absarokius australis Bown & Rose, 1987
  - Absarokius nocerai Robinson, 1966
  - Absarokius metoecus Bown & Rose, 1987
  - Absarokius witteri Morris, 1954
- Genre Teilhardina Simpson, 1940
  - Teilhardina americana Bown, 1976
  - Teilhardina asiatica Ni et al., 2004
  - Teilhardina belgica Teilhard de Chardin, 1927
  - Teilhardina brandti Gingerich, 1993
  - Teilhardina crassidens Bown & Rose, 1987
  - Teilhardina demissa Rose, 1995
  - Teilhardina tenuicula Jepsen, 1930
- Genre Anemorhysis Gazin, 1958
  - Anemorhysis natronensis Beard et al., 1992
  - Anemorhysis pattersoni Bown & Rose, 1984
  - Anemorhysis pearcei Gazin, 1962
  - Anemorhysis savagei Williams & Covert, 1994
  - Anemorhysis sublettensis Gazin, 1952
  - Anemorhysis wortmani Bown & Rose, 1984
- Genre Chlororhysis Gazin, 1958
  - Chlororhysis incomptus Bown & Rose, 1984
  - Chlororhysis knightensis Gazin, 1958
- Genre Pseudotetonius Bown, 1974
  - Pseudotetonius ambiguus Bown, 1974
- Genre Arapahovius Savage & Waters, 1978
  - Arapahovius advena Bown & Rose, 1991
  - Arapahovius gazini Savage & Waters, 1978
- Genre Aycrossia Bown, 1979
  - Aycrossia lovei Bown, 1979
- Genre Strigorhysis Bown, 1979
  - Strigorhysis bridgerensis Bown, 1979
  - Strigorhysis huerfanensis Bown & Rose, 1987
  - Strigorhysis rugosus Bown, 1979
- Genre Gazinius Bown, 1979
  - Gazinius amplus Bown, 1979
  - Gazinius bowni Gunnell, 1995
- Genre Tatmanius Bown & Rose, 1991
  - Tatmanius szalayi Bown & Rose, 1991
- Genre Trogolemur Matthew, 1909
  - Trogolemur amplior Beard et al., 1992
  - Trogolemur fragilis Beard et al., 1992
  - Trogolemur myodes Matthew, 1909
- Genre Sphacorhysis Gunnell, 1995
  - Sphacorhysis burntforkensis Gunnell, 1995

Sous-famille des Omomyinae
- Genre Omomys Leidy, 1869
  - Omomys carteri Leidy, 1869
  - Omomys lloydi Gazin, 1958
- Genre Steinius Bown & Rose, 1984
  - Steinius annectens Bown & Rose, 1991
  - Steinius vespertinus Matthew, 1915
- Genre Chumashius Stock, 1933
  - Chumashius balchi Stock, 1933
- Genre Washakius Leidy, 1873
  - Washakius insignis Leidy, 1873
  - Washakius izetti Honey, 1990
  - Washakius laurae Simpson, 1959
  - Washakius woodringi Stock, 1938
- Genre Shoshonius Granger, 1910
  - Shoshonius bowni Honey, 1990
  - Shoshonius cooperi Granger, 1910
- Genre Dyseolemur Stock, 1934
  - Dyseolemur pacificus Stock, 1934
- Genre Loveina Simpson, 1940
  - Loveina minuta Loomis, 1906
  - Loveina wapitiensis Gunnell et al., 1992
  - Loveina zephyri Simspon, 1940
- Genre Utahia Gazin, 1958
  - Utahia kayi Gazin, 1958
- Genre Stockia Gazin, 1958
  - Stockia powayensis Gazin, 1958
- Genre Chipetaia Rasmussen, 1996
  - Chipetaia lamporea Rasmussen, 1996
- Genre Asiomomys Wang & Li, 1990
  - Asiomomys changbaicus Wang & Li, 1990
- Genre Wyomomys Gunnell, 1995
  - Wyomomys bridgeri Gunnell, 1995
- Genre Ageitodendron Gunnell, 1995
  - Ageitodendron matthewi Gunnell, 1995
- Genre Ourayia Gazin, 1958
  - Ourayia hopsoni Robinson, 1968
  - Ourayia uintensis Osborn, 1895
- Genre Macrotarsius Clark, 1941
  - Macrotarsius jepseni Robinson, 1968
  - Macrotarsius macrorhysis Beard et al., 1994
  - Macrotarsius montanus Clark, 1941
  - Macrotarsius roederi Kelly, 1990
  - Macrotarsius siegerti Robinson, 1968
- Genre Hemiacodon Marsh, 1872
  - Hemiacodon casamissus Beard et al., 1992
  - Hemiacodon gracilis Marsh, 1872
- Genre Yaquius Mason, 1990
  - Yaquius travisi Mason, 1990
- Genre Uintanius Matthew, 1915
  - Uintanius ameghini Wortman, 1904
  - Uintanius rutherfurdi Robinson, 1966
- Genre Jemezius Beard, 1987
  - Jemezius szalayi Beard, 1987
- Genre Rooneyia Wilson, 1966
  - Rooneyia viejaensis Wilson, 1966

#### FamilledesTarsiidae
- Genre Tarsius Storr, 1780
  - Tarsius eocaenus Beard & al, 1994
  - Tarsius thailandicus Ginsburg & Mein, 1987
- Genre Xanthorhysis Beard, 1998
  - Xanthorhysis tabrumi Beard, 1998

#### Taxonsincertae sedis
- Genre Ekgmowechashala Macdonald, 1963
  - Ekgmowechashala philotau Macdonald, 1963
- Genre Kohatius Russell & Gingerich, 1980
  - Kohatius coppensi Russell & Gingerich, 1980
- Genre Altanius Dashzeveg & McKenna, 1977
  - Altanius orlovi Dashzeveg & McKenna, 1977
- Genre Altiatlasius Sigé et al., 1990
  - Altiatlasius koulchii Sigé et al., 1990
- Genre Afrotarsius Simons & Brown, 1985
  - Afrotarsius chatrathi Simons & Bown, 1985

### Infra-ordredesSimiiformes

#### Premiers simiens

##### FamilledesAfrotarsiidae
- - Afrasia djijidae Chaimanee et al. 2012

- Genre Afrotarsius Simons & Bown, 1985
  - Afrotarsius chatrathi Simons & Bown, 1985

##### FamilledesEosimiidae
- - Anthrasimias gujaratensis Bajpai et al., 2008

- Genre Eosimias Beard et al., 1994
  - Eosimias centennicus Beard et al., 1996
  - Eosimias sinensis Beard et al., 1994
- Genre Bahinia Jaeger et al., 1999
  - Bahinia pondaungensis Jaeger et al., 1999
  - Bahinia banyueae Ni et al., 2016[8]

##### FamilledesAmphipithecidae
- Genre Pondaungia Pilgrim, 1927
  - Pondaungia cotteri Pilgrim, 1927
- Genre Amphipithecus Colbert, 1937
  - Amphipithecus mogaungensis Colbert, 1937

- - Krabia minuta Chaimanee et al., 2013

- Genre Siamopithecus Chaimanee et al., 1997
  - Siamopithecus eocaenus Chaimanee et al., 1997

##### FamilledesProteopithecidae
- Genre Proteopithecus Simons, 1989
  - Proteopithecus sylviae Simons, 1989
- Genre Serapia Simons, 1992
  - Serapia eocaena Simons, 1992

##### FamilledesParapithecidae
- Genre Apidium Osborn, 1908
  - Apidium bowni Simons, 1995
  - Apidium moustafai Simons, 1962
  - Apidium phiomense Osborn, 1908
- Genre Parapithecus Schlosser, 1910
  - Parapithecus fraasi Schlosser, 1910
  - Parapithecus grangeri Simons, 1974
- Genre Qatrania Simons & Kay, 1983
  - Qatrania fleaglei Simons & Kay, 1988
  - Qatrania wingi Simons & kay, 1983
- Genre Biretia Bonis et al., 1988
  - Biretia piveteaui Bonis et al., 1988
  - Biretia fayumensis Seiffert et al., 2005
  - Biretia megalopsis Seiffert et al., 2005

##### Taxonsincertae sedis
- Genre Arsinoea Simons, 1992
  - Arsinoea kallimos Simons, 1992

#### Micro-ordre desPlatyrrhini

##### Taxonsincertae sedis
- Genre Branisella Hoffstetter, 1969
  - Branisella boliviana Hoffstetter, 1969

##### FamilledesAtelidae
Sous-famille des Pitheciinae
- Genre Antillothrix MacPhee et al., 1995
  - Antillothrix bernensis Rímoli, 1977
- Genre Carlocebus Fleagle, 1990
  - Carlocebus carmenensis Fleagle, 1990
  - Carlocebus intermedius Fleagle, 1990
- Genre Cebupithecia Stirton & Savage, 1951
  - Cebupithecia sarmientoi Stirton & Savage, 1951
- Genre Homunculus Ameghino, 1891
  - Homunculus patagonicus Ameghino, 1891
- Genre Nuciruptor Meldrum & Kay, 1997
  - Nuciruptor rubricae Meldrum & Kay, 1997
- Genre Paralouatta Rivero & Arredondo, 1991
  - Paralouatta varonai Rivero & Arredondo, 1991
  - Paralouatta marianae[réf. souhaitée]
- Genre Proteropithecia Kay et al., 1999
  - Proteropithecia neuquenensis Kay et al., 1998
- Genre Soriacebus Fleagle et al., 1987
  - Soriacebus adrianae Fleagle, 1990
  - Soriacebus ameghinorum Fleagle et al., 1987
- Genre Xenothrix Williams & Koopman, 1952
  - Xenothrix mcgregori Williams & Koopman, 1952

Sous-famille des Atelinae
- Genre Caipora Cartelle & Hartwig, 1996
  - Caipora bambuiorum Cartelle & Hartwig, 1996
- Genre Protopithecus Lund, 1838
  - Protopithecus brasiliensis Lund, 1838
- Genre Stirtonia Hershkovitz, 1970
  - Stirtonia tatacoensis Stirton, 1951
  - Stirtonia victoriae Kay et al., 1987

##### FamilledesCebidae
Sous-famille des Cebinae
- Genre Neosaimiri Stirton, 1951
  - Neosaimiri fieldsi Stirton, 1951
- Genre Laventiana Rosenberger et al., 1991
  - Laventiana annectens Rosenberger et al., 1991
- Genre Dolichocebus Kraglievich, 1951
  - Dolichocebus gaimanensis Kraglievich, 1951
- Genre Chilecebus Flynn & al, 1995
  - Chilecebus carrascoensis Flynn & al, 1995
- Genre Killikaike Tejedor et al., 2006
  - Killikaike blakei Tejedor et al., 2006

Sous-famille des Aotinae
- Genre Aotus Illiger, 1811
  - Aotus dindensis Setoguchi & Rosenberger, 1987
- Genre Tremacebus Hershkovitz, 1974
  - Tremacebus harringtoni Rusconi, 1933

Sous-famille des Callitrichinae
- Genre Mohanamico Luchterhand et al., 1986
  - Mohanamico hershkovitzi Luchterhand et al., 1986
- Genre Patasola Kay & Meldrum, 1997
  - Patasola magdalenae Kay & Meldrum, 1997
- Genre Lagonimico Kay, 1994
  - Lagonimico conclutatus Kay, 1994
- Genre Micodon Setoguchi & Rosenberger, 1985
  - Micodon kiotensis Setoguchi & Rosenberger, 1985

#### Micro-ordre desCatarrhini

##### Super-familledesPropliopithecoidea

###### FamilledesOligopithecidae
- Genre Catopithecus Simons, 1989
  - Catopithecus browni Simons, 1989
- Genre Oligopithecus Simons, 1962
  - Oligopithecus rogeri Gheerbrant et al., 1995
  - Oligopithecus savagei Simons, 1962

###### FamilledesPropliopithecidae
- Genre Moeripithecus Schlosser, 1910
  - Moeripithecus markgrafi Schlosser, 1910
- Genre Propliopithecus Schlosser, 1910
  - Propliopithecus ankeli Simons et al., 1987
  - Propliopithecus chirobates Simons, 1965
  - Propliopithecus haeckeli Schlosser, 1910
- Genre Aegyptopithecus Simons, 1965
  - Aegyptopithecus zeuxis Simons, 1965

##### Super-familledesPliopithecoidea

###### FamilledesPiopithecidae
Sous-famille des Dionysopithecinae
- Genre Dionysopithecus Li, 1978
  - Dionysopithecus orientalis Suteethorn et al., 1990
  - Dionysopithecus shuangouensis Li, 1978
- Genre Platodonpithecus Li, 1978
  - Platodonpithecus jianghuaiensis Li, 1978

Sous-famille des Pliopitheciinae
- Genre Pliopithecus Gervais, 1849
  - Pliopithecus antiquus Gervais, 1849
  - Pliopithecus piveteaui Hürzeler, 1954
  - Pliopithecus platyodon Bidermann, 1863
  - Pliopithecus zhanxiangi Harrison et al., 1991
- Genre Epipliopithecus Zapfe & Hürzeler, 1957
  - Epipliopithecus vindobonensis Zapfe & Hürzeler, 1957
- Genre Egarapithecus Moyà-Solà et al., 2001
  - Egarapithecus narcisoi Moyà-Solà et al., 2001

###### FamilledesCrouzeliidae
Sous-famille des Cruouzeliinae
- Genre Plesiopliopithecus Zapfe, 1961
  - Plesiopliopithecus auscitanensis Bergounioux & Crouzel, 1965
  - Plesiopliopithecus lockeri Zapfe, 1961
  - Plesiopliopithecus priensis Welcomme et al., 1991
  - Plesiopliopithecus rhodanica Ginsburg & Mein, 1980
- Genre Anapithecus Kretzoi, 1975
  - Anapithecus hernyaki Kretzoi, 1975
- Genre Laccopithecus Wu & Pan, 1984
  - Laccopithecus robustus Wu & Pan, 1984

###### Taxonsincertae sedis
- Genre Paidopithex Pohlig, 1895
  - Paidopithex rhenanus Pohlig, 1895

##### Super-familledesDendropithecoidea

###### FamilledesDendropithecidae
- Genre Dendropithecus Andrews & Simons, 1977
  - Dendropithecus macinnesi Le Gros Clark & Leakey, 1950
- Genre Micropithecus Fleagle & Simons, 1978
  - Micropithecus clarki Fleagle & Simons, 1978
  - Micropithecus leakeyorum Harrison, 1989
- Genre Simiolus Leakey & Leakey, 1987
  - Simiolus enjiessi Leakey & Leakey, 1987

##### Super-familledesCercopithecoidea

###### FamilledesVictoriapithecidae
- Genre Victoriapithecus von Koenigswald, 1969
  - Victoriapithecus macinnesi von Koenigswald, 1969
- Genre Prohylobates Fourtau, 1918
  - Prohylobates tandyi Fourtau, 1918
  - Prohylobates simonsi Delson, 1979

###### FamilledesCercopithecidae
Sous-famille des Colobinae
- Genre Microcolobus Benefit & Pickford, 1986
  - Microcolobus tugenensis Benefit & Pickford, 1986
- Genre Rhinocolobus M.G. Leakey, 1982
  - Rhinocolobus turkanaensis M.G. Leakey, 1982
- Genre Mesopithecus Wagner, 1839
  - Mesopithecus pentelicus Wagner, 1839
  - Mesopithecus monspessulanus Gervais, 1849
- Genre Rhinopithecus É. Geoffroy Saint-Hilaire, 1812
  - Rhinopithecus lantianensis Hu & Qi, 1978
- Genre Dolichopithecus Depéret, 1889
  - Dolichopithecus ruscinensis Depéret, 1889
- Genre Libypithecus Stromer, 1913
  - Libypithecus markgrafi Stromer, 1913
- Genre Presbytis Eschscholtz, 1821
  - Presbytis sivalensis Lydekker, 1878
- Genre Semnopithecus Desmarest, 1822
  - Semnopithecus palaeindicus Lydekker, 1884
- Genre Parapresbytis Kalmykov & Maschenko, 1992
  - Parapresbytis eohanuman Berissoglebskaya, 1981
- Genre Cercopithecoides Mollett, 1947
  - Cercopithecoides kimeui M.G. Leakey, 1982
  - Cercopithecoides williamsi Mollett, 1947
- Genre Paracolobus R.E.F. Leakey, 1969
  - Paracolobus chemeroni R.E.F. Leakey, 1969
  - Paracolobus mutiwa M.G. Leakey, 1969

Sous-famille des Cercopithecinae
- Genre Macaca Lacépède, 1799
  - Macaca anderssoni Schlosser, 1924
  - Macaca jiangchuanensis Pan et al., 1992
  - Macaca libyca Stromer, 1920
  - Macaca majori Schaub & Azzaroli in Comaschi Caria, 1969
- Genre Procynocephalus Schlosser, 1924
  - Procynocephalus subhimalayanus von Meyer, 1848
  - Procynocephalus wimani Schlosser, 1924
- Genre Paradolichopithecus Necrasov et al., 1961
  - Paradolichopithecus arvernensis Depéret, 1929
- Genre Parapapio Jones, 1937
  - Parapapio ado Hopwood, 1936
  - Parapapio antiquus Haughton, 1925
  - Parapapio broomi Jones, 1937
  - Parapapio jonesi Broom, 1940
  - Parapapio whitei Broom, 1940
- Genre Dinopithecus Broom, 1937
  - Dinopithecus ingens Broom, 1937
- Genre Gorgopithecus Broom & Robinson, 1946
  - Gorgopithecus major Broom, 1940
- Genre Theropithecus I. Geoffroy Saint-Hilaire, 1843
  - Theropithecus darti Broom & Jensen, 1946
  - Theropithecus oswaldi Andrews, 1916
  - Theropithecus baringensis R.E.F. Leakey, 1969
  - Theropithecus brumpti Arambourg, 1947
  - Theropithecus quadratirostris Iwamoto, 1982
- Genre Papio Erxleben, 1777
  - Papio izodi Gear, 1926

##### Super-familledesHominoidea

###### Taxonsincertae sedis
- Genre Morotopithecus Gebo et al., 1997
  - Morotopithecus bishopi Gebo et al., 1997
- Genre Otavipithecus Conroy et al., 1992
  - Otavipithecus namibiensis Conroy et al., 1992

###### FamilledesProconsulidae
Sous-famille des Proconsulinae
- Genre Proconsul Hopwood, 1933
  - Proconsul africanus Hopwood, 1933
  - Proconsul heseloni Walker et al., 1993
  - Proconsul major Le Gros Clark & Leakey, 1950
  - Proconsul nyanzae Le Gros Clark & Leakey, 1950

Sous-famille des Nyanzapithecinae
- Genre Nyanzapithecus' Harrison, 1986
  - Nyanzapithecus harrisoni Kunimatsu, 1997
  - Nyanzapithecus pickfordi Harrison, 1986
  - Nyanzapithecus vancouveringorum Andrews, 1974
- Genre Mabokopithecus von Koenigswald, 1969
  - Mabokopithecus clarki von Koenigswald, 1969
- Genre Rukwapithecus Stevens et al., 2013
  - Rukwapithecus fleaglei Stevens et al., 2013
- Genre Rangwapithecus Andrews, 1974
  - Rangwapithecus gordoni Andrews, 1974
- Genre Turkanapithecus Leakey & Leakey, 1986
  - Turkanapithecus kalakolensis Leakey & Leakey, 1986

###### FamilledesGriphopithecidae
Sous-famille des Griphopithecinae
- Genre Griphopithecus Abel, 1902
  - Griphopithecus africanus Begun, 2002
  - Griphopithecus alpani Tekkaya, 1974
  - Griphopithecus darwini Abel, 1902

Sous-famille des Afropithecinae
- Genre Afropithecus Leakey & Leakey, 1986
  - Afropithecus turkanensis Leakey & Leakey, 1986
- Genre Heliopithecus Andrews & Martin, 1987
  - Heliopithecus leakeyi Andrews & Martin, 1987
- Genre Nacholapithecus Ishida et al., 1999
  - Nacholapithecus kerioi Ishida et al., 1999
- Genre Equatorius Ward et al., 1999
  - Equatorius africanus Ward et al., 1999

Sous-famille des Kenyapithecinae
- Genre Kenyapithecus Leakey, 1962
  - Kenyapithecus wickeri Leakey, 1962

###### FamilledesHominidae
Sous-famille des Ponginae
- Genre Sivapithecus Pilgrim, 1910
  - Sivapithecus indicus Pilgrim, 1910
  - Sivapithecus parvada Kelley, 1988
  - Sivapithecus sivalensis Lydekker, 1879
- Genre Gigantopithecus von Koenigswald, 1935
  - Gigantopithecus blacki von Koenigswald, 1935
  - Gigantopithecus giganteus Pilgrim, 1915
  - Gigantopithecus bilaspurensis  Simons & Ettel, 1970
- Genre Ankarapithecus Ozansoy, 1965
  - Ankarapithecus meteai Ozansoy, 1965
- Genre Lufengpithecus Wu, 1987
  - Lufengpithecus chiangmuanensis Chaimanee et al., 2003
  - Lufengpithecus hudienensis Zhang et al., 1987
  - Lufengpithecus keiyuanensis Woo, 1957
  - Lufengpithecus lufengensis Xu et al., 1978

Sous-famille des Homininae Gray, 1825
- Genre Graecopithecus von Koenigswald, 1972
  - Graecopithecus freybergi von Koenigswald, 1972
- Genre Ouranopithecus Bonis & Melentis, 1977
  - Ouranopithecus macedoniensis Bonis & Melentis, 1977
- Genre Oreopithecus Gervais, 1872
  - Oreopithecus bambolii Gervais, 1872
- Genre Rudapithecus Kretzoi, 1969
  - Rudapithecus hungaricus Kretzoi, 1969
- Genre Hispanopithecus Villalta & Crusafont, 1944
  - Hispanopithecus laietanus Villalta & Crusafont, 1944
  - Hispanopithecus crusafonti Begun, 1992
- Genre Pierolapithecus Moyà-Solà, 2004
  - Pierolapithecus catalaunicus Moyà-Solà, 2004
- Genre Anoiapithecus Moyà-Solà et al., 2009
  - Anoiapithecus brevirostris Moyà-Solà et al., 2009
- Genre Dryopithecus Lartet, 1856
  - Dryopithecus wuduensis Xue & Delson, 1988
  - Dryopithecus brancoi Schlosser, 1901
  - Dryopithecus carinthiacus Mottl, 1957
  - Dryopithecus fontani Lartet, 1856
- Genre Samburupithecus Ishida & Pickford, 1997
  - Samburupithecus kiptalami Ishida & Pickford, 1997
- Genre Chororapithecus Suwa et al., 2007
  - Chororapithecus abyssinicus Suwa et al., 2007
- Genre Sahelanthropus  Brunet et al., 2002
  - Sahelanthropus tchadensis Brunet et al., 2002
- Genre Orrorin Senut et al., 2001
  - Orrorin tugenensis Senut et al., 2001
- Genre Ardipithecus White et al., 1995
  - Ardipithecus ramidus White et al., 1994
  - Ardipithecus kadabba
- Genre Australopithecus Dart, 1925
  - Australopithecus anamensis Leakey et al., 1995
  - Australopithecus afarensis Johanson et al., 1978
  - Australopithecus bahrelghazali Brunet et al., 1995
  - Australopithecus africanus Dart, 1925
  - Australopithecus garhi Asfaw et al., 1999
  - Australopithecus sedibaBerger et al., 2010
- Genre Paranthropus Broom, 1938
  - Paranthropus aethiopicus Arambourg & Coppens, 1968
  - Paranthropus boisei Leakey, 1959
  - Paranthropus robustus Broom, 1938
- Genre Kenyanthropus Leakey et al., 2001
  - Kenyanthropus platyops Leakey et al., 2001
- Genre Homo Linnaeus, 1758
  - Homo gautengensis Curnoe, 2010
  - Homo rudolfensis Alexeev, 1986
  - Homo habilis Leakey et al., 1964
  - Homo erectus Dubois, 1892
  - Homo floresiensis P. Brown et al., 2004
  - Homo ergaster Groves & Mazak, 1975
  - Homo antecessor Bermúdez de Castro et al., 1997
  - Homo heidelbergensis Schoetensack, 1908
  - Homo cepranensis Mallegni et al., 2003
  - Homo neanderthalensis King, 1864
  - Homo rhodesiensis Woodward, 1921